# Michel Savitsky
 Michel Savitsky, né le 31 octobre 1946 à Sarrians (Vaucluse) et mort le 16 janvier 2009 à La Tronche (Isère), est un joueur de rugby à XV, qui a joué avec l'équipe de France et le club de La Voulte au poste de deuxième ligne (1,90 m pour 104 kg).

## Carrière de joueur

### En club
- La Voulte sportif : 1968-1972

### En équipe de France
- Il a disputé un test match le 14 décembre 1969 contre l'équipe de Roumanie.

## Palmarès
- Championnat de France de première division :
  - Champion (1) : 1970[2]

## Statistiques en équipe de France
- 1 sélection (en 1969).